# Oparzanie
Oparzanie – zabieg polegający na krótkim – kilanaście lub kilkadziesiąt sekund – umieszczeniu surowców w gorącej lub wrzącej wodzie, lub w atmosferze pary wodnej.
Zabiegowi poddaje się tusze drobiowe lub wieprzowych. Ułatwia to usuwanie szczeciny lub skubanie. Służy do tego urządzenie zwane oparzarką.
Oparzaniu poddawać można także warzywa i owoce – dzięki temu zabiegowi usuwane są resztki zanieczyszczeń mineralnych i biologicznych. Ułatwia też odskórzanie owoców – odpad jest znacznie mniejszy niż przy ręcznym obieraniu.